# Karim Alami
Karim Alami (Casablanca, 24 mei 1973) is een voormalig Marokkaans tennisser, die tussen 1990 en 2002 uitkwam in het professionele circuit. 
Alami won twee titels in het enkelspel en één in het dubbelspel.
Bij de junioren won Alami in 1991 de dubbelspeltitels op Wimbledon met Greg Rusedski  en op de US Open met John-Laffnie de Jager.
Tegenwoordig is Alami toernooidirecteur van het ATP-toernooi van Doha en is hij actief als commentator bij Al Jazeera Sports.

## Palmares
| Legenda                       | Legenda               |
| ----------------------------- | --------------------- |
| Grand Slam                    |                       |
| Olympische Spelen             |                       |
| tot 2009                      | vanaf 2009            |
| Tennis Masters Cup            | ATP Finals            |
| ATP Masters Series            | ATP Tour Masters 1000 |
| ATP International Series Gold | ATP Tour 500          |
| ATP International Series      | ATP Tour 250          |

### Enkelspel
| Nr.                          | Datum             | Toernooi       | Ondergrond | Tegenstander in finale | Score            | Details |
| ---------------------------- | ----------------- | -------------- | ---------- | ---------------------- | ---------------- | ------- |
| Gewonnen finales             |                   |                |            |                        |                  |         |
| 1.                           | 5 mei 1996        | ATP Atlanta    | Gravel     | Nicklas Kulti          | 6-3, 6-4         | Details |
| 2.                           | 29 september 1996 | ATP Palermo    | Gravel     | Adrian Voinea          | 7-5, 2-1, opgave | Details |
| Verloren finales             |                   |                |            |                        |                  |         |
| 1.                           | 20 maart 1994     | ATP Casablanca | Gravel     | Renzo Furlan           | 2-6, 2-6         | Details |
| 2.                           | 14 juni 1998      | ATP Bologna    | Gravel     | Julián Alonso          | 1-6, 4-6         | Details |
| 3.                           | 18 april 1999     | ATP Barcelona  | Gravel     | Félix Mantilla         | 6-7(2), 3-6, 3-6 | Details |
| 4.                           | 3 oktober 1999    | ATP Boekarest  | Gravel     | Alberto Martín         | 2-6, 3-6         | Details |
| Gewonnen finales challengers |                   |                |            |                        |                  |         |
| 1.                           | 10 september 1995 | Tashkent       | Gravel     | Jordi Arrese           | 6-4, 6-0         |         |
| 2.                           | 24 oktober 1999   | Cairo          | Gravel     | Christophe Rochus      | 6-3, 6-1         |         |
| 3.                           | 14 november 1999  | Montevideo     | Gravel     | Galo Blanco            | 6-3, 6-1         |         |

### Dubbelspel
| Nr.                          | Datum             | Toernooi       | Ondergrond | Partner        | Tegenstanders in finale             | Score         | Details |
| ---------------------------- | ----------------- | -------------- | ---------- | -------------- | ----------------------------------- | ------------- | ------- |
| Gewonnen finales herendubbel |                   |                |            |                |                                     |               |         |
| 1.                           | 14 september 1997 | ATP Mallorca   | Gravel     | Julian Alonso  | Alberto Berasategui Jordi Burillo   | 4-6, 6-3, 6-0 | Details |
| Verloren finales herendubbel |                   |                |            |                |                                     |               |         |
| 1.                           | 23 juni 1996      | ATP Bologna    | Gravel     | Gábor Köves    | Brent Haygarth Christo van Rensburg | 1-6, 4-6      | Details |
| 2.                           | 30 maart 1997     | ATP Casablanca | Gravel     | Hicham Arazi   | João Cunha e Silva Nuno Marques     | 6-7(4), 2-6   | Details |
| 3.                           | 2 november 1997   | ATP Bogotá     | Gravel     | Maurice Ruah   | Luis Lobo Fernando Meligeni         | 1-6, 3-6      | Details |
| Gewonnen finales challengers |                   |                |            |                |                                     |               |         |
| 1.                           | 5 juni 1994       | Tashkent       | Gravel     | Sandor Noszaly | Daniel Fiala Jan Kodes Jr.          | 6-7, 6-4, 7-6 |         |

## Resultaten grandslamtoernooien
| Legenda | Legenda                          |
| ------- | -------------------------------- |
| g.t.    | geen toernooi gehouden           |
| l.c.    | lagere categorie                 |
| –       | niet deelgenomen                 |
| G       | uitgeschakeld in de groepsfase   |
| 1R      | uitgeschakeld in de eerste ronde |
| 2R      | uitgeschakeld in de tweede ronde |
| 3R      | uitgeschakeld in de derde ronde  |
| 4R      | uitgeschakeld in de vierde ronde |
| KF      | uitgeschakeld in de kwartfinale  |
| HF      | uitgeschakeld in de halve finale |
| F       | de finale verloren               |
| W       | het toernooi gewonnen            |
| w-v     | winst/verlies-balans             |

### Enkelspel
| Grandslamtoernooien         |                  |                  |                  |                  |                  |                  |                  |                  |         |         |
| Australian Open             | –                | 2R               | 1R               | 1R               | 3R               | 1R               | 3R               | 1R               | 5-7     |         |
| Roland Garros               | –                | –                | 1R               | 1R               | 1R               | 1R               | 1R               | 3R               | 2-6     |         |
| Wimbledon                   | 2R               | –                | 1R               | –                | 1R               | 2R               | 1R               | –                | 2-5     |         |
| US Open                     | 2R               | –                | 1R               | 1R               | –                | 1R               | 2R               | 1R               | 2-6     |         |
| Winst-verlies               | 2-2              | 1-1              | 0-4              | 0-3              | 2-3              | 1-4              | 3-4              | 2-3              | 11–24   |         |
| Tennis Masters Cup          |                  |                  |                  |                  |                  |                  |                  |                  |         |         |
| Masters Cup                 | –                | –                | –                | –                | –                | –                | –                | –                | 0-0     |         |
| Olympische Spelen           |                  |                  |                  |                  |                  |                  |                  |                  |         |         |
| Olympische Spelen           | geen toernooi    | geen toernooi    | –                | geen toernooi    | geen toernooi    | geen toernooi    | –                | gt               | 0-0     |         |
| ATP World Tour Masters 1000 |                  |                  |                  |                  |                  |                  |                  |                  |         |         |
| Indian Wells                | –                | –                | –                | –                | –                | –                | 1R               | –                | 0-1     |         |
| Miami                       | –                | –                | 1R               | –                | –                | –                | 2R               | –                | 0-2     |         |
| Monte Carlo                 | 1R               | –                | –                | 1R               | 1R               | 3R               | HF               | 1R               | 6-6     |         |
| Rome                        | 3R               | –                | –                | KF               | 3R               | –                | 1R               | –                | 7-4     |         |
| Hamburg                     | –                | –                | –                | 1R               | 2R               | 2R               | 1R               | –                | 2-4     |         |
| Stockholm                   | –                | lagere categorie | lagere categorie | lagere categorie | lagere categorie | lagere categorie | lagere categorie | lagere categorie | 0-0     |         |
| Essen                       | gt               | –                | geen toernooi    | geen toernooi    | geen toernooi    | geen toernooi    | geen toernooi    | geen toernooi    | 0-0     |         |
| Stuttgart Indoor            | lagere categorie | lagere categorie | –                | –                | –                | –                | –                | –                | 0-0     |         |
| Montréal/Toronto            | –                | –                | –                | –                | –                | –                | 2R               | –                | 1-1     |         |
| Cincinnati                  | –                | –                | –                | –                | –                | –                | 1R               | –                | 0-1     |         |
| Parijs                      | –                | –                | –                | –                | –                | –                | –                | –                | 14-4    |         |
| Totaal aantal titels        | 0                | 0                | 2                | 0                | 0                | 0                | 0                | 0                | 2       |         |
| Totaal winst-verlies        | 16-19            | 16-15            | 17-22            | 23-29            | 21-20            | 28-22            | 24-29            | 6-18             | 155-186 | 155-186 |
| Eindejaarsranking           | 88               | 73               | 56               | 55               | 72               | 31               | 57               | 203              | n.v.t.  |         |

### Mannendubbelspel
| Toernooi        | 1994 | 1998 |
| --------------- | ---- | ---- |
| Australian Open | –    | 2R   |
| Roland Garros   | –    | –    |
| Wimbledon       | –    | –    |
| US Open         | 1R   | –    |